# Дача Македонской
Дача Македонской (также дача Ай-Яни) — имение середины XIX — начала XX века в посёлке Голубой Залив Большой Ялты Крыма, в настоящее время, частично, территория психоневрологического отделения горбольницы № 1 Ялты.

## Дача В. В. Македонской Ай-Яни
Имение в восточной части села, в районе современного психоневрологического отделения горбольницы № 1 Ялты, образовалось в результате распродажи вдовой первого владельца Лимен П. В. Шипилова Варварой Петровной большей половины земель после смерти мужа в 1834 году. Участок в Верхней Лимене, у источника Ай-Ян, или Ай-Ян Чешме (Иоанна Предтечи), на котором известны остатки древней греческой церкви, из-под алтаря которой вытекал родник, приобрёл некто Фарандаки (Фондардаки). На 1841 год усадьба относилась к греческому военному ведомству, то есть, в собственности сторожевого поста греческого балаклавского батальона. К 1901 году Фарандаки продали земдю Агееву, также греку, в том же году имением владел Михаил Алексеевич Виц, скончавшийся 7 сентября 1901 года, после которого дача перешла к В. П. Македонской, предположительно из архипелажских греков, семья которой владела усадьбой (на 1915 год площадью 7,56 десятин) до национализации в 1921 году. Косвенные свидетельства позволяют предполагать близкое родство командира ялтинского партизанского соединения Героя Социалистического Труда М. А. Македонского лименскими Македонскими.
Главный дом, построенный в 1905—1907 году из оштукатуренного бута был одноэтажным, в плане квадратным, с выступающим на южном фасаде ризалитом парадного входа, обрамлённого двумя дорическими колоннами. В доме было 10 комнат с большими окнами, отапливавшимися каминами и голландскими печами. Рядом находится ещё одно здание имения — одноэтажный бутовый дом с деревянным мезонином, который когда-то имел нависающую резную веранду. Построенный примерно в 40-х годах XIX века, ещё при первых владельцах, в настоящее время он используется, как кухня лечебницы. Также сохранились сарай и конюшня. В усадьбе имелись плодовый сад и виноградник, преред домом, на двух террасах — небольшой парк с кипарисовой поляной и розарием. Вместе с Филиберами Македонская создала винодельческое акционерное общество «Лимена» — виноматериал свозили на купаж и выдержку в винные подвалы усадьбы Лимена. По Статистическому справочнику Таврической губернии. Ч.II-я. Статистический очерк, выпуск восьмой Ялтинский уезд, 1915 год, в деревне Лимены Дерекойской волости Ялтинского уезда, числилась дача В. П. Македонской «Ай-Яни» площадью 7,56 десятин. 

## После революции
После установления советской власти в Крыму, 15 января 1921 года «…на основании инструкции Алупкинского Наробраза № 118» произвели «реквизицию книг и вещей» из бывшего имения Македонской «брошенного владельцами». В описи значатся 9 «картин стенных», «часы круглые медные», столовая посуда и 619 книг и журналов на русском, французском, английском и немецком языках. По не очень достоверным сведениям в 1920—1930 годы во владельческом доме размещались школа, функционировавшая и в послевоенное время и фельдшерский пункт. 2 января 1967 года на территории бывшей дачи В. В. Македонской, в перестроенном главном доме, открылся действующий по настоящее время психоневрологический стационар.